# سیکلید
سیکلید (به انگلیسی: Cichlids) نام گروهی از ماهیان است. ماهی‌های خانوادهٔ سیکلید در راستهٔ سوف‌ماهی‌سانان هستند. سیکلیدها همراه با زمردماهیان و شقایق‌ماهیان عضو زیرراسته زمردماهی‌واران هستند. خانواده سیکلیدها هم بزرگ و هم متنوع است، دست‌کم ۱۶۵۰ مورد از این ماهی به‌طور علمی ثبت شده است به‌طوری‌که این خانواده یکی از بزرگ‌ترین خانواده‌های مهره‌داران است. گونه‌های جدیدی از این ماهی‌ها سالیانه کشف می‌شوند و گونه‌های زیادی از آن‌ها نیز هنوز به‌طور علمی توضیح داده نشده‌اند. تعداد همه گونه‌های سیکلیدها هنوز نامشخص است، اما این عدد بین ۲۰۰۰ تا ۳۰۰۰ برآورد شده است. این خانواده از ماهی‌ها معروف‌ترین و محبوب‌ترین ماهی‌های آکواریومی هستند که در آکواریوم‌های خانگی نگه‌داری می‌شوند.

## ویژگی‌ها
سیکلیدها در اندازه‌های گوناگونی وجود دارند؛ از ماهی‌های ۲٫۵ سانتی‌متری گرفته، مانند ماهی مؤنث Neolamprologus multifasciatus، تا ماهی‌های یک متری، مانند سیکل] و سیکلید غول‌پیکر. آن‌ها همچنین اشکال بدن مختلفی دارند، مانند شکل‌های از پهلو فشرده (مثل ماهی دیسکاس و فرشته‌ماهی) و اشکال کشیده. به‌طور کلی سیکلیدها اندازه متوسطی دارند و از لحاظ شکل تخم‌مرغی، و از پهلو فشرده هستند و از نظر رفتار، بوم‌شناسی و ریخت‌شناسی به خورشید ماهی آمریکای شمالی شباهت‌های زیادی دارند.
بسیاری از سیکلیدها، از جمله تیلاپیا، ماهیان خوراکی مهمی هستند، خیلی از آن‌ها نیز، مانند سیکلا، برای تفریح صید می‌شوند و تعداد زیادی از آن‌ها نیز در آکواریوم‌ها، مانند فرشته‌ماهی، اسکار و دیسکاس، به عنوان ماهی تزئینی نگه‌داری می‌شوند. سیکلیدها نسبت به مهره‌داران دیگر، گونه‌های در معرض خطر بیشتری دارند، به‌خصوص سیکلیدهای Haplochromine که در ایران به ماکرو معروف هستند. سیکلیدها قابلیت تطبیق با محیط منحصری دارند که به آن‌ها این امکان را داده است تا به گونه‌هایی نزدیک به هم، اما از نظر مورفولوژی متفاوت، تکامل و تغییر بیابند که به این طریق در دریاچه‌های بزرگی مانند دریاچه تانگانیکا، دریاچه ویکتوریا، دریاچه مالاوی و دریاچه ادوارد زندگی می‌کنند. تنوع آن‌ها در رودخانه‌های بزرگ قاره آفریقا، در تحقیقات تکامل گونه‌زایی کمک به‌سزایی کرده است. شمار بسیاری از سیکلیدها در خارج از منطقه زندگی اصلیشان به صورت علمی معرفی شده‌اند، مانند تیلاپیا در جنوب ایالات متحده آمریکا.

## کالبدشناسی و ریخت‌شناسی

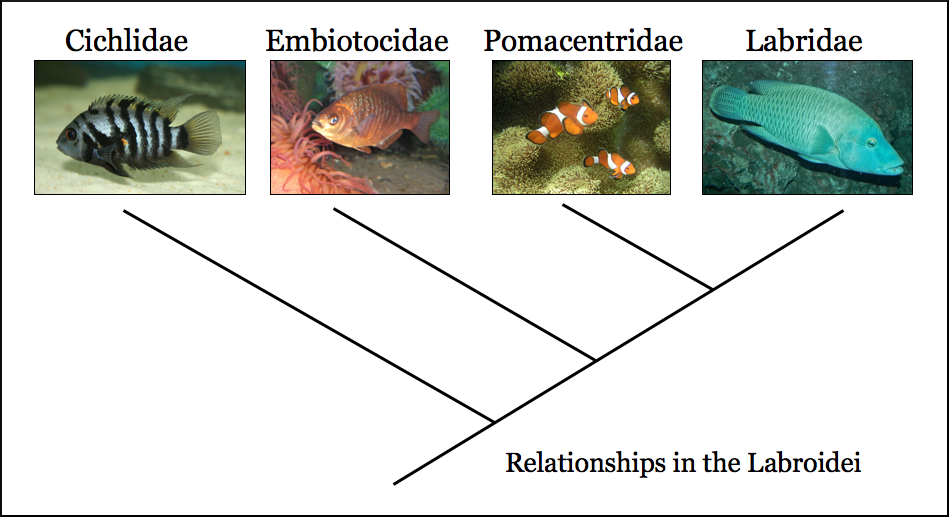
روابط در زیرراسته لابرویدیه‌ها

سیکلیدها یک ویژگی مشترک دارند، تبدیل دندان‌های حلقوی پایینی به یک دندان یک پارچه. مجموعه‌ای از ماهیچه‌ها به این ماهی‌ها اجازه می‌دهد تا از دندان‌های حلقوی بالا و پایین خود به عنوان فک دوم برای ریز کردن غذا استفاده کنند. به این سبب سیکلیدها توانایی خوردن و هضم کردن غذاهای بسیار متنوعی را دارند. برخی می‌پندارند که به همین علّت است که گونه‌های مختلفی از سیکلیدها وجود دارد. سیکلیدها از لحاظ شکل بدن بسیار متفاوت هستند، از بدن‌های از پهلو فشرده شده و لوح مانند مانند دیسکاس، تا مثلثی مانند فرشته‌ماهی و بدن‌های کشیده و استوانه‌ای مانند سیکلید پایک.
بعضی از ویژگی‌های عمومی سیکلیدها:
- وجود دندان‌هایی در دهان که موجب توانایی در خرد کردن و بلعیدن غذا می‌شود.
- وجود یک جفت سوراخ بینی.
- وجود یک تک‌باله پشتی و تعدادی باله‌های سخت و درخشان در قسمت جلویی بدن.
- وجود حداقل سه عدد بالهٔ سخت و درخشان در قسمت بالهٔ مقعدی.

## طبقه‌بندی

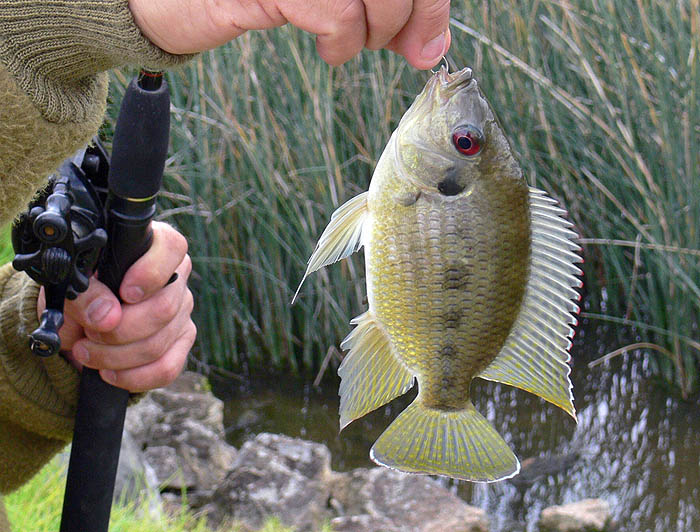
تیلاپیای خال دار در استرالیا توسط قلاب گرفته شده است که البته محل اصلی زندگی این ماهی آفریقا است اما تعداد زیادی از آن‌ها به استرالیا مهاجرت کرده‌اند.

کلندر در سال ۱۹۹۸ هشت زیرخانوادهٔ سیکلیدها را شناسایی کرد:
Astronotinae, Cichlasomatinae, Cichlinae, Etroplinae, Geophaginae, Heterochromidinae, Pseudocrenilabrinae, Retroculinae
نهمین زیرخانواده، Ptychochrominae، توسط اسپارکس و اسمیت شناسایی شد. بر سر طبقه‌بندی سیکلیدها هنوز بحث است و طبقه‌بندی سرده هنوز نامشخص است. برای مثالی از مشکلات طبقه‌بندی، کلندر سیکلید آفریقایی Heterochromis multidens را از نظر فیلوژنتیک در سردهٔ سیکلیدهای گرمسیری قرار داد، اما پژوهش‌های بعدی عکس این را نشان داد.

## پراکنش و عادت‌ها

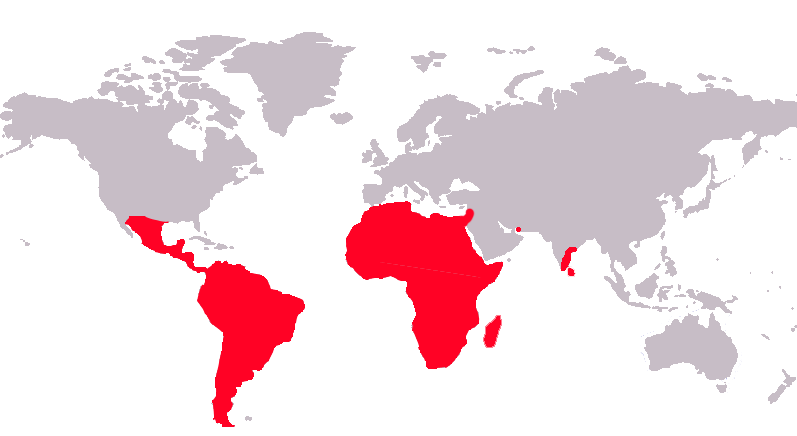
نقشه پراکندگی سیکلیدها

سیکلیدها بیشترین تعداد گونه‌ها را نسبت به گروه ماهی‌های دیگر دارند. آن‌ها بیشتر در آفریقا و آمریکای جنوبی پراکنده هستند و تخمین زده شده است که در آفریقا به تنهایی ۱۶۰۰ گونه از این ماهی‌ها را در خود جا داده است. در رودخانهٔ رودخانه ریوگرانده، واقع در آمریکای مرکزی و مکزیک نیز حدود ۱۲۰ گونه زندگی می‌کنند. ماداگاسکار نیز گونه‌های مشخص خود را، همچون Katria و Oxylapi دارد. در آسیا، گونه‌های زیادی سیچلاید وجود ندارد، به جز ۹ گونه در اسرائیل، سوریه و لبنان؛ شامل تیلاپیای آبی، تیلاپیای نیل، Astatotilapia flaviijosephi, Sarotherodon galilaeus،
یک گونه در ایران به نام سیکلید ایرانی و سه گونه در هند و سری‌لانکا.
بیشتر سیکلیدها در آب‌های کم عمق زندگی می‌کنند، البته استثناهایی هم وجود دارد مانند ماهی‌های Alticorpus macrocleithrum وPallidochromis tokolosh که در عمق ۱۵۰ متری یا بیشتر در دریاچه مالاوی، یا ماهی Lamprologus lethops که در عمق ۱۶۰ متری یا بیشتر رود کنگو زندگی می‌کنند.
سیکلیدهای کمی پیدا می‌شوند که در آب‌های لب‌شور یا آب دریا زندگی کنند. البته ماهی‌هایی هستند که برای دوره‌های کوتاهی به آب‌های لب‌شور مهاجرت می‌کنند، مانند سیکلید مایان که خانه‌اش در آب‌های شیرین است اما برای تخم‌ریزی به آب‌های لب‌شور مهاجرت می‌کنند. سیکلیدها عمدتاً آب‌هایی با درجه حرارت ۲۹ تا ۴۵ درجه سانتی‌گراد را ترجیح می‌دهند.

## رژیم غذایی

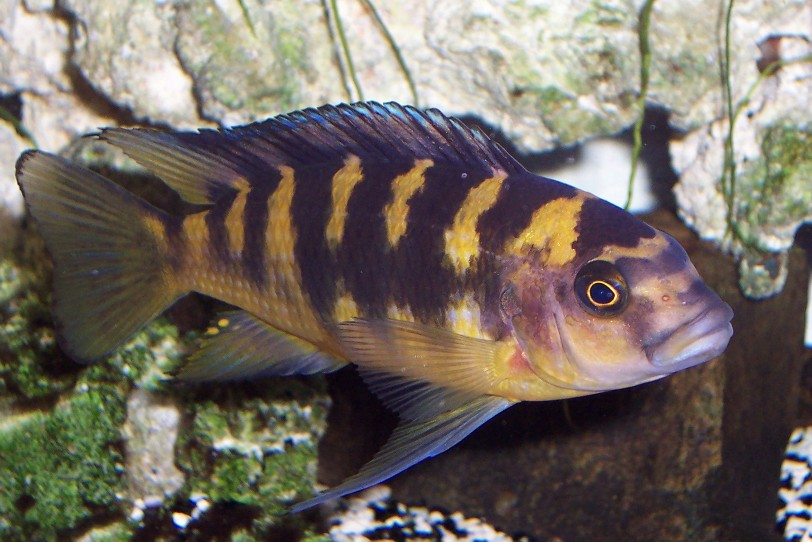
سیکلید زنبورعسل از انگل‌های گربه‌ماهی کمپنگو تغذیه می‌کند.

سیکلیدها عمدتاً گیاه‌خوار هستند و از گیاهان و جلبک‌ها تغذیه می‌کنند. آن‌ها از بی‌مهرگان و حشرات نیز تغذیه می‌کنند اما نقش مهمی در تغذیه آن‌ها ندارند.
برخی سیکلیدها نیز پوده‌خوار هستند و از هر نوع مواد آلی تغذیه می‌کنند.
سیکلیدهای دیگر گوشت‌خوار هستند که یا اصلاً از گیاهان تغذیه نمی‌کنند یا گیاهان بخش کوچکی از تغذیه آنان را تشکیل می‌دهد. سیکلیدهای گوشت‌خوار از ماهی‌های کوچک‌تر یا لارو حشرات تغذیه می‌کنند.
سیکلیدهای معدودی نیز از اسفنج‌های دریایی و حلزون‌ها یا تخم‌های ماهی‌های دیگر تغذیه می‌کنند.

## تولیدمثل
زادآوری هر گونه، متفاوت است. برخی از سیکلیدها سیستم تک‌همسری و برخی گونه‌ها چندهمسری را ترجیح می‌دهند.

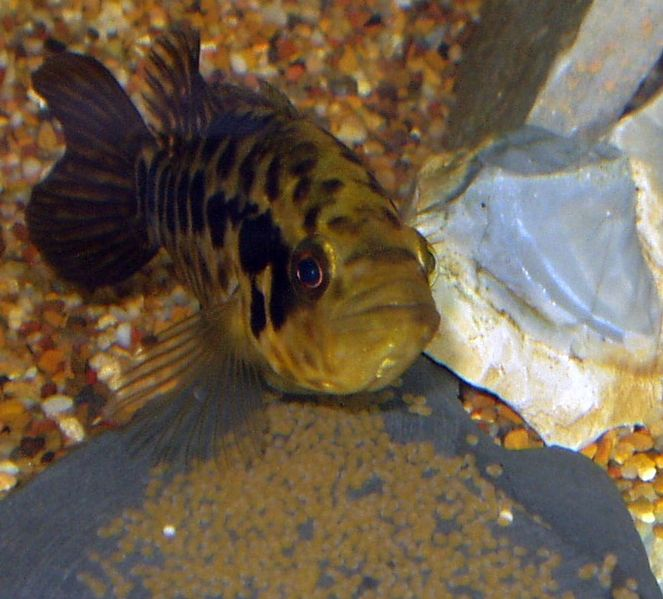
سیکلید جگوار مؤنث که درون آکواریوم در حال محافظت از تخم‌هایش است.

سیکلیدها برنامهٔ کاملاً سازمان‌یافته‌ای برای تخم‌ریزی خود دارند.

### فرزندان
همه گونه‌های سیکلیدها به تخم‌ها و لاروهایشان اهمیت خاصی نشان می‌دهند و معمولاً از بچه‌هایشان تا چند هفتگی یا حتی چند ماهگی مراقبت می‌کنند.
برخی ماهی‌ها، همچون ماهی دیسکاس فرزندان خود را با استفاده از ترشح غده‌های مخاطی پوستی تغذیه می‌کنند.

### تولیدمثل باز
تخم‌گذاری باز یا آزاد تخم‌گذاری است که بر روی تخته‌ها، گیاهان یا تنه درختان انجام می‌شود. ماهی دیسکاس و فرشته‌ماهی از جمله این ماهیان هستند. ماهی نر و ماده هر دو در این فرایند نقش‌هایی را دارند. اصولاً مذکرها از تخم‌ها نگه‌داری و نگهبانی می‌کنند و مؤنث‌ها تخم‌های نابارور را جدا می‌کنند. هرچند که هر دو جنس می‌توانند به تنهایی این روند را انجام دهند.

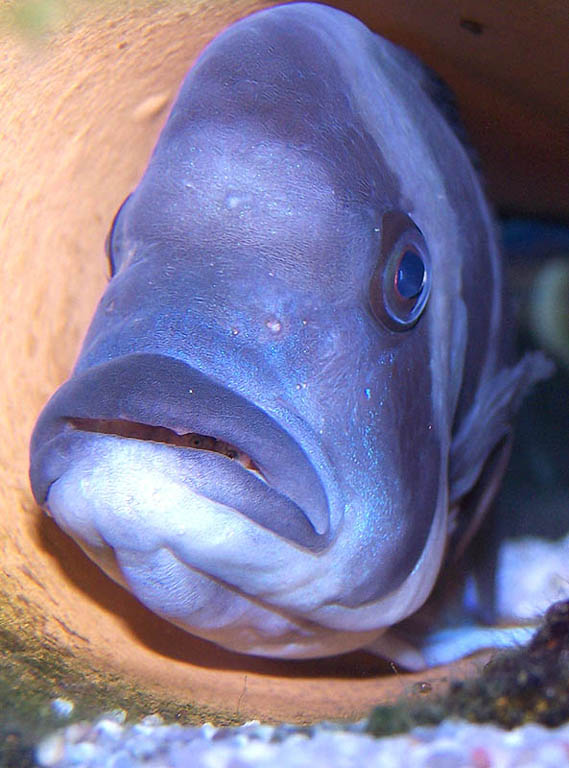
سیکلید زندانی ماده در حال محافظ از تخم‌هایش توسط دهان.

### تخم‌گذاری با حفاری
نوع دیگر تخم‌گذاری وجود دارد که در آن والدین تخم‌ها را در جاهایی مانند غارها، شکاف‌ها و سوراخ‌ها پنهان می‌کنند. سیکلید زندانی از این نوع ماهیان است.

### دهان‌پروری
این گونه ماهیانی هستند که در موقع لزوم در جریان نگهداری از تخم یا لاروها آن‌ها را در دهان خود قرار می‌دهند. این گونه از سیکلیدها دارای ساختار اصلاح شده در حلق خود می‌باشند که به صورت کیسه کوچکی تعبیه شده و در زمان نیاز جهت انتقال و نگهداری بدون خطر و امن تخم یا بچه‌ها در درون دهان حالت منبسط پیدا خواهد کرد.

## غذا و ماهیگیری

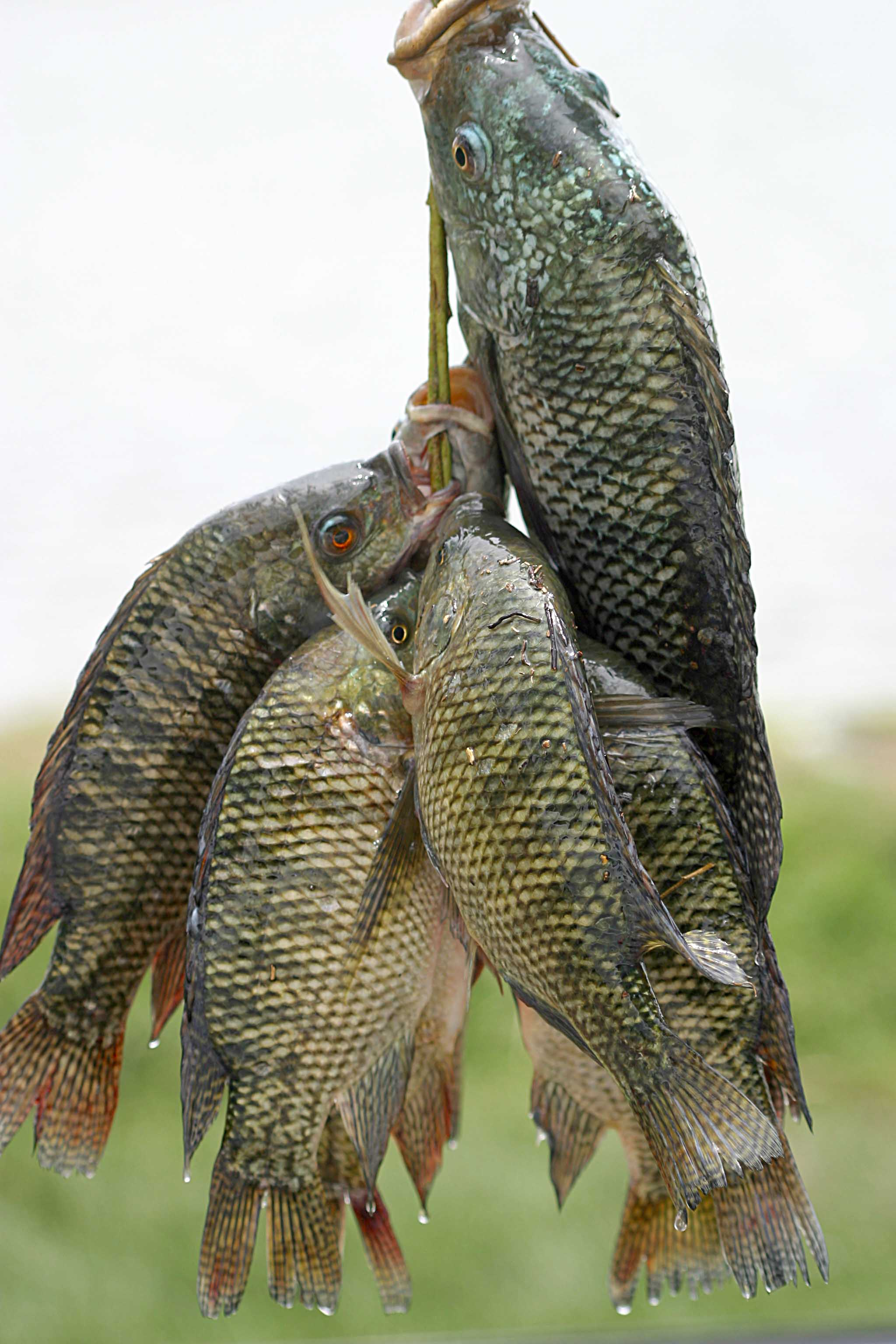
تیلاپیا، از خانواده سیکلیدها، از دریاچه هورا در دبراه زیت اتیوپی صید شده است.

هرچند که بیشتر سیککیدها اندازه‌های کوچک و متوسطی دارند، اما تعداد زیادی از آن‌ها توسط انسان‌ها ماهیگیری و به عنوان غذا استفاده می‌شوند.

### تیلاپیا
ماهی تیلاپیا از آمریکای شمالی مهم‌ترین ماهی خوراکی از خانواده سیکلیدها است. این ماهی در خیلی از بخش‌های قاره آسیا عمدتاً جهت تأمین غذای انسان‌ها پرورش داده می‌شود. سالیانه حدود ۱٬۵۰۰٬۰۰۰ تن تیلاپیا با ارزش تخمینی یک میلیارد دلار پرورش داده می‌شود که این مقدار با ماهی‌های سالمون و قزل‌آلا برابری می‌کند.

### ماهیگیری
بسیاری از سیکلیدها برای تفریح ماهی‌گیری می‌شوند. سیکلید Peacock bass از آمریکای جنوبی معروف‌ترین سیکلید در میان ماهی‌گیران است. دیگر سیکلیدهایی که برای تفریح صید می‌شوند عبارتند از اسکار و سیکلید مایان.

## ماهی‌های زینتی

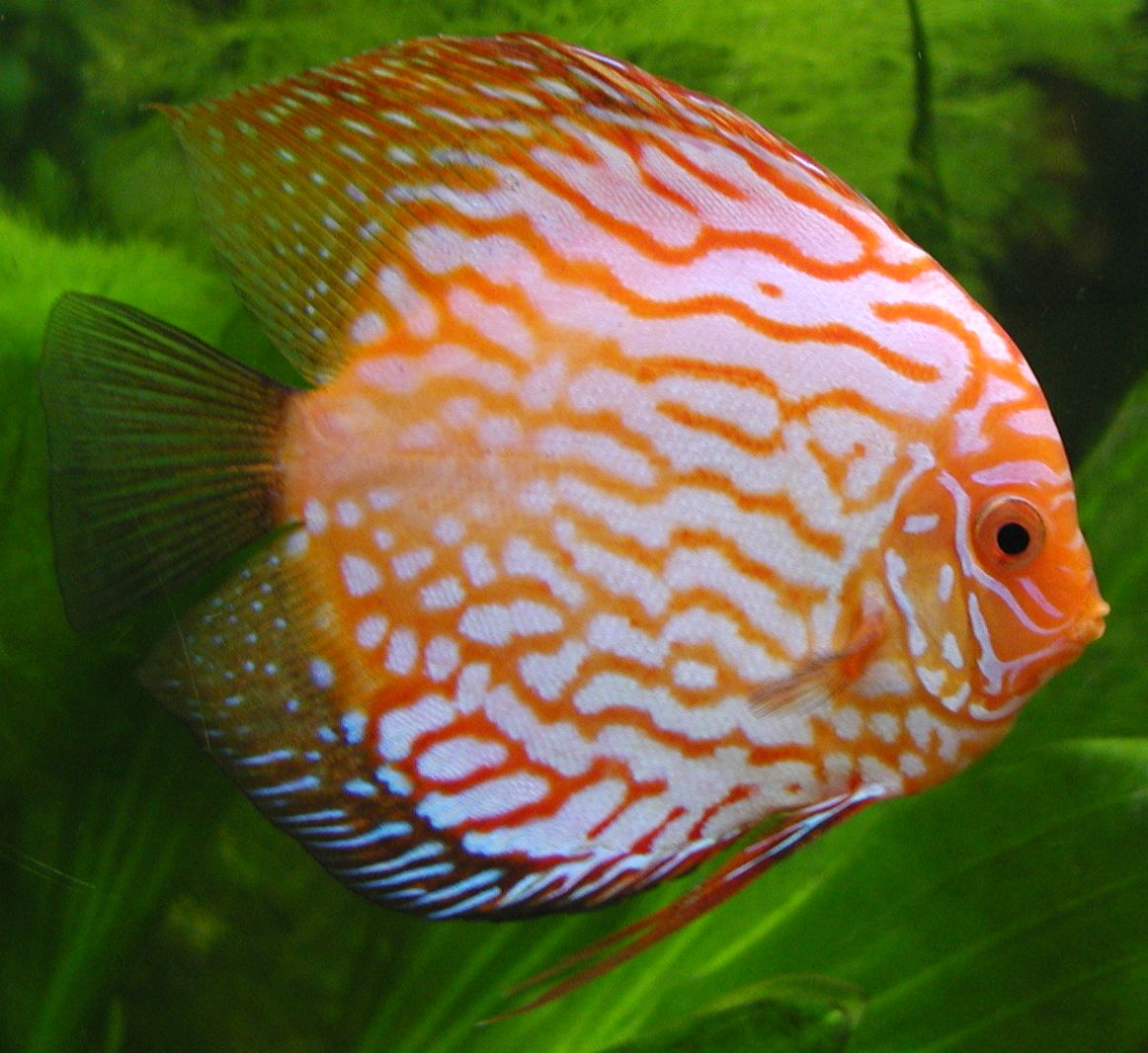
, ماهی دیسکاس، از معروفترین ماهیان زینتی

سیکلیدها از سال ۱۹۴۵ میلادی تبدیل به ماهی‌های معروف آکواریومی شدند. از دلایل اصلی نگه‌داری سیکلیدها این است که اندازه‌های کوچک و متوسطی دارند، تکثیر آن‌ها آسان است و با غذاهای ماهی خشک می‌توان آن‌ها را تغذیه نمود.
از جمله سیچلایدهای زینتی می‌توان فرشته‌ماهی از رودخانهٔ آمازون، اسکار، سیکلید زندانی و دیسکاس را نام برد. سیکلیدها را می‌توان با ماهی‌های دیگر در یک آکواریوم نگه‌داری کرد، البته ماهی‌های کوچک‌تر از خود را خواهند خورد.

## دورگه‌ها و پیوند نژادها

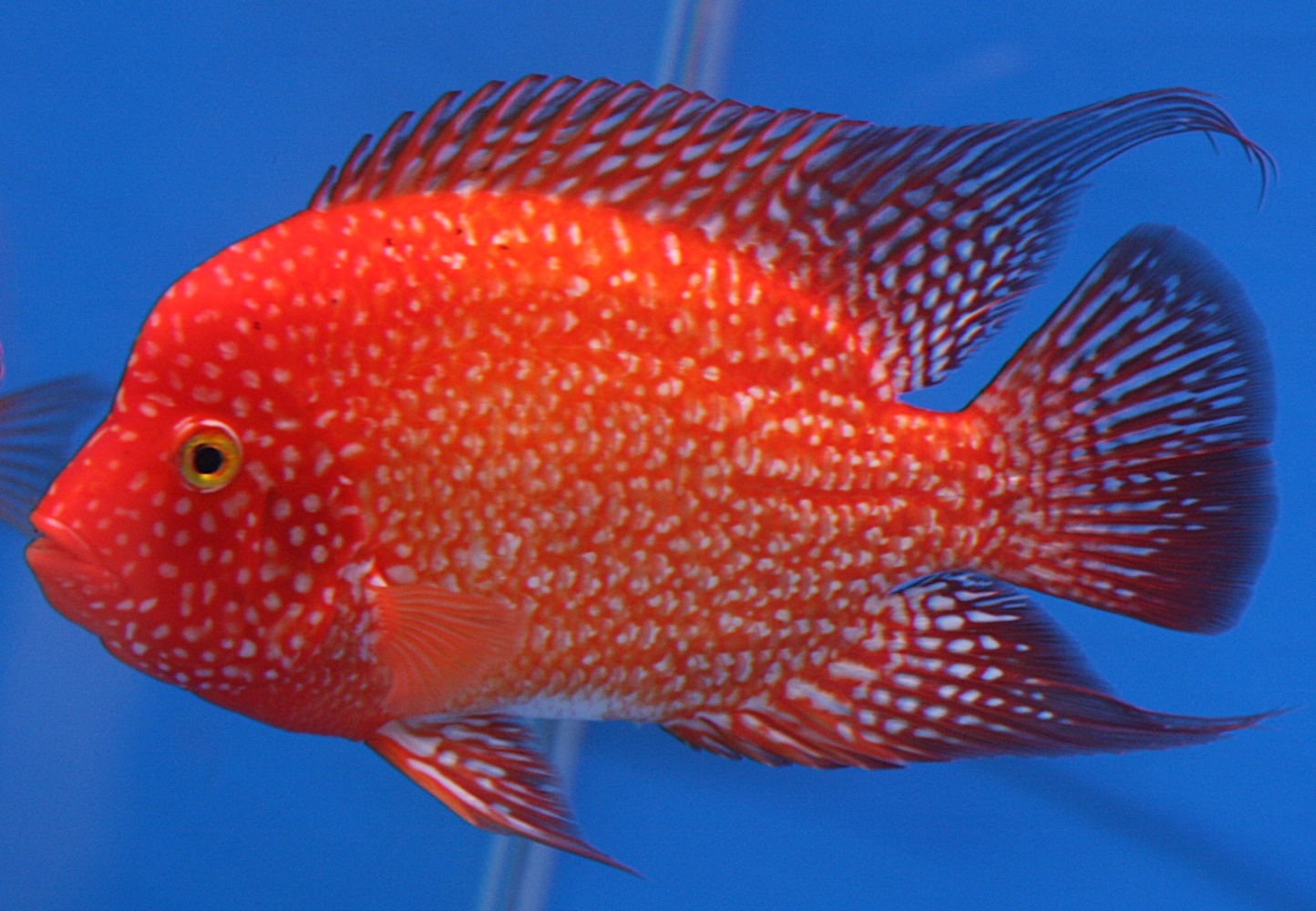
سیکلید تگزاس قرمز که در واقع تگزاسی نیست، بلکه حاصل پیوند ماهی میداس و Herichthys است.

چه در طبیعت و چه در محیط آکواریوم، برخی سیکلیدها با به‌طور طبیعی با دیگر سیکلیدها جفت می‌شوند و فرزندان دورگه‌ای را به وجود می‌آورند. برخی کپورماهیان اروپایی غیر هم‌نوع نیز با هم جفت می‌شوند. ماهیان دورگه در میان دوستداران ماهیان زینتی محبوبیت زیادی دارد. در مورد سیچلایدهای هیبریدی یا دو رگه گونه‌هایی هستند که از اختلاط و جفتگیری انتخابی دو یا چند گونه محتلف از سیکلیدها برای بدست آوردن شکل بدنی و رنگ خاصی بدست می‌آیند. ماهی پرت خونی و فلاورهورن ماهی شاخ‌گل از محبوب‌ترین و معروف‌ترین ماهی دورگه هستند. گمان می‌رود پرت نتیجه ترکیب دو گونه میداس و سوروم طلایی باشد. فلاورهورن نیز برای نخستین بار در اوایل دهه ۱۹۹۰ در بازار آکواریوم مالزی برای فروش عرضه شد. گمان می‌رود این ماهی در نتیجه جهش ژنتیکی یا دست‌کاری پرورش دهندگان آن بوجود آمده باشد.

## گونه‌ها
ماهی‌های خانوادهٔ سیکلید در راستهٔ سوف‌ماهی‌سانان هستند. سیکلیدها همراه با زمردماهیان و شقایق‌ماهیان عضو زیرراسته زمردماهی‌واران هستند. خانواده سیکلیدها هم بزرگ و هم گوناگون است، دست‌کم ۱۶۵۰ مورد از این ماهی به‌طور علمی ثبت شده است به‌طوری‌که این خانواده یکی از بزرگ‌ترین خانواده‌های مهره‌داران است. گونه‌های جدیدی از این ماهی‌ها سالیانه کشف می‌شوند و گونه‌های زیادی از آن‌ها نیز هنوز به‌طور علمی توضیح داده نشده‌اند. تعداد همه گونه‌های سیکلیدها هنوز نامشخص است، اما این عدد بین ۲۰۰۰ تا ۳۰۰۰ تخمین زده شده است. این خانواده از ماهی‌ها معروف‌ترین و محبوب‌ترین ماهی‌های آکواریومی هستند که در تانک‌های خانگی نگه‌داری می‌شوند. خانواده سیکلیدها به سه گروه سیکلیدهای آمریکای مرکزی و جنوبی، سیکلیدهای آفریقایی و سیکلیدهای آسیایی تقسیم می‌شوند.

## سیکلیدهای آفریقایی

### سیکلیدهای دریاچه مالاوی

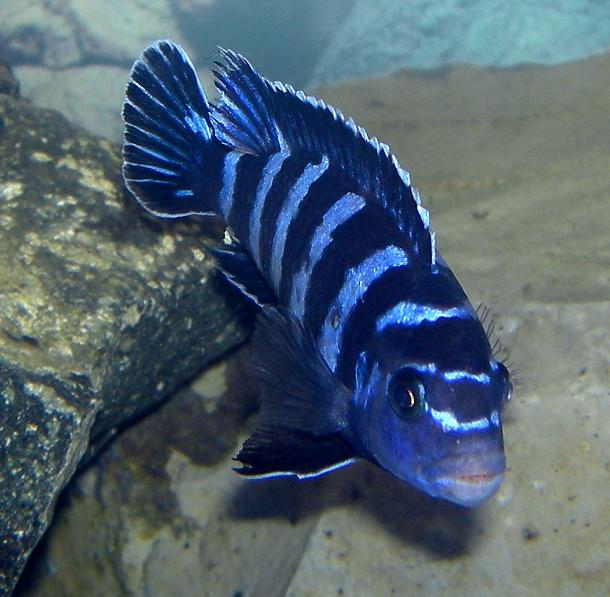
, ماهی دماسونی، یکی از گونه‌های معروف دریاچه مالاوی

دریاچه مالاوی (انگلیسی: Malawi) که دریاچه نیاسا هم نامیده می‌شود یکی از دریاچه‌های بزرگ آفریقا است. این دریاچه سومین دریاچه بزرگ قاره آفریقا و نهمین دریاچه بزرگ زمین است. دریاچه مالاوی از نظر عمق دومین دریاچه عمیق در آفریقا به‌شمار می‌آید. کشورهای آبخیز این دریاچه عبارتند از مالاوی، موزامبیک و تانزانیا. تعداد گونههای ماهی در دریاچه مالاوی از همه دریاچه‌های جهان بیشتر است. در این دریاچه دستکم ۷۰۰ گونه از ماهیان گروه سیکلید زندگی می‌کنند که معروفترین آنها عبارتند از: دیماسونی، طاووس سلطنتی زرد، هاپ باله قرمز، طاووس قرمز اوریکا، سالوسی، دلفینی، افرا، اسطوخودوس، مبونای آبی، ماکرو، ماکروی آبی، ماکروی قرمز، چشم گازگیر، هونگی، اوراتوس، مینگانو، گورخری قرمز، لومباردی، هاپ ونوس، زنبوری، دم زرد.

### سیکلیدهای دریاچه تانگانیکا

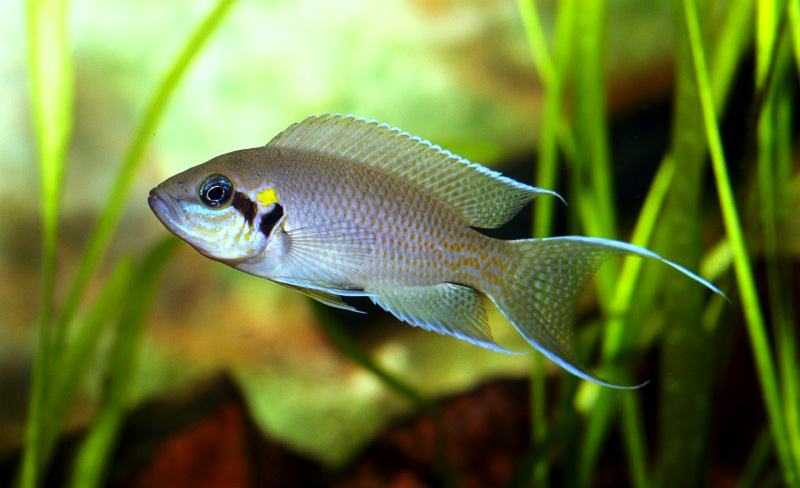
, سیکلید پرینسس، یکی از گونه‌های دریاچه تانگانیکا

دریاچه تانگانیکا (انگلیسی: Tanganyika) دریاچه‌ای بزرگ در مرکز آفریقا و در جنوب خط استوا است. تانگانیکا دریاچه دومین دریاچه بزرگ و عمیق آب شیرین جهان پس از دریاچه بایکال در سیبری روسیه و همچنین طویل‌ترین دریاچه آب شیرین جهان است. این دریاچه بین چهار کشور تانزانیا، جمهوری دموکراتیک کنگو (DRC)، بوروندی و زامبیا مشترک است. این دریاچه حداقل ۲۵۰ گونه مختلف از ماهی سیچلاید که همگی گونه‌های منحصر بفردی باقی مانده‌اند را در خود جای داده است. معروفترین سیکلیدهای دریاچه تانگانیکا عبارتند از: تریکوتی، فرانتوزا، باله پری، دیکفلدی، جولی مارلیر، جولی طلایی، جولی زندانی، اکتودوس، شاهزاده بروندی، لیمویی، مووری.

### سیکلیدهای دریاچه ویکتوریا
دریاچه ویکتوریا بزرگ‌ترین دریاچه قاره آفریقا است که توسط جان هنینگ اسپک جهانگرد انگلیسی کشف شد (دیده شد). این دریاچه همچنین بزرگ‌ترین دریاچه ناحیه گرمسیری جهان و دومین دریاچه بزرگ آب شیرین جهان است. این دریاچه در فلات بلندی در بخش غربی دره بزرگ نشستی آفریقا واقع شده و در محدوده سه کشور تانزانیا، اوگاندا و کنیا قرار گرفته است. ویکتوریا جزئی از دریاچه‌های بزرگ آفریقا به‌شمار می‌آید. دریاچه ویکتوریا که با نام‌های اوکِرِوه و نالوباله نیز شناخته می‌شود به نسبت پهنایی که دارد کم عمق است و میانگین ژرفای آن ۸۴ متر است. تنوع زیستی این دریاچه بسیار بالا است. دریاچه ویکتوریا از زیست‌بوم‌های آب شیرین متنوع جهان با بیش از ۵۰۰ نوع ماهی محسوب می‌شود. دریاچه ویکتوریا بیش از ۳ هزار جزیره دارد که بیشتر آن‌ها مسکونی است. اکثر گونه‌های سیکلید دریاچه ویکتوریا در ۵۰ سال اخیر منقرض شده‌اند ولی چند گونه موجود عبارتند از: پشت آتشی، روبی سبز، جواهر، گورخری، جانستونی، هاپلو، کریبنسیس رنگین کمانی، پوندامیلیا، کیوگای پشت‌آتشی، دِی گلُو، سیاه ابلق، قرمز.

### دیگر سیکلیدهای آفریقایی
دیگر سیکلیدهای محبوبی که به صورت پراکنده در رودخانه‌ها و دریاچه‌های سراسر آفریقا زندگی می‌کنند عبارتند از: پروانه ای، جواهر، کله شیری، جواهر خونی، کریب، سیکلید نیجریه‌ای.

## سیکلیدهای آمریکای مرکزی و جنوبی

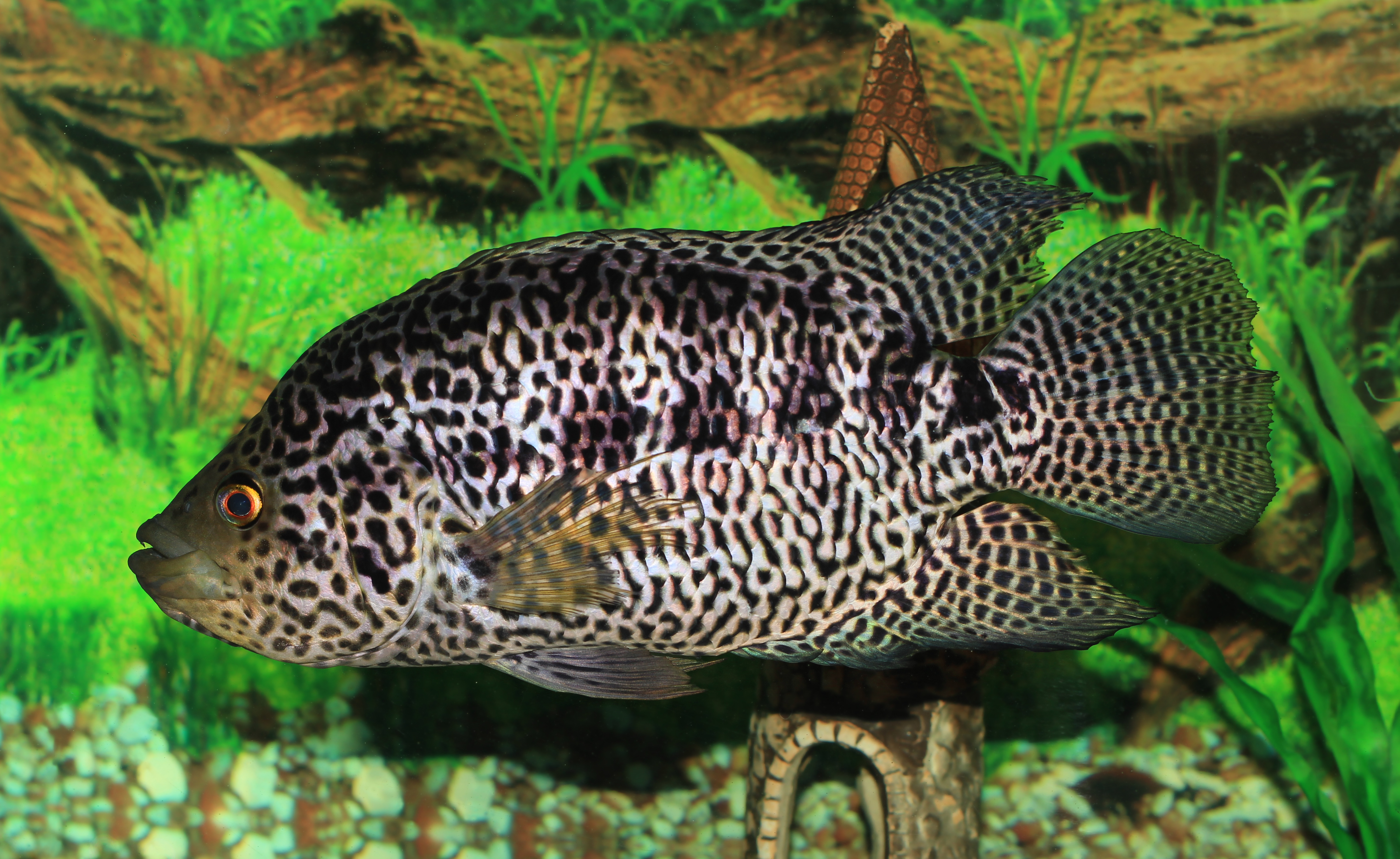
گونه بسیار محبوب و زیبای سیکلید جاگوار

### سیکلیدهای آمریکای مرکزی
به سیکلیدهایی گفته می‌شود که در کشورهای آمریکای مرکزی حدفاصل جنوب مکزیک تا شمال کلمبیا است. معروف‌ترین سیکلیدهای این منطقه جک دمپسی، تگزاس، سیچلاید گرین تگزاس، میداس، شیطان سرخ، دهان آتشی، جاگوار، زندانی یا سیکلید گورخری، ساجیکا، و باس رنگین کمانی هستند.

### سیکلیدهای آمریکای جنوبی

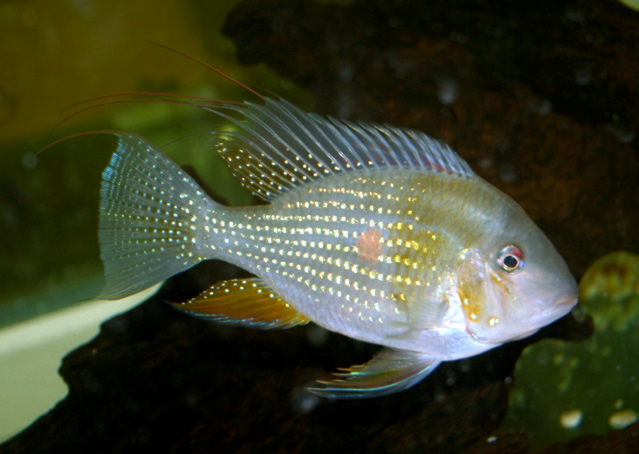
سیکلید آکارای باله نخی

محدوده آمریکای جنوبی را معمولاً از شمال کشور کلمبیا تا جنوب کشور شیلی در نظر می‌گیرند. از سمت غرب به اقیانوس آرام و از سوی شمال و شرق به اقیانوس اطلس محدود می‌شود. آمریکای شمالی و دریای کارائیب در شمال غرب آن واقع شده‌اند. خط استوا از این قاره می‌گذرد و رود بزرگ آمازون و جنگل‌های بارانی آمازون در این قاره قرار دارند. سیکلیدهای معروف و شناخته شده این منطقه که جزو معروف‌ترین سیکلیدهای جهان می‌باشند عبارتند از: دیسکس، اسکار، آنجل یا فرشته ماهی، آنجل کوتوله، آنجل سه خط، سوروم، گرین ترور، آکارای آبی، آکارای هکل، سوراخ کلیدی، کاپید و پرچمی و امرالد.

## سیکلیدهای آسیایی

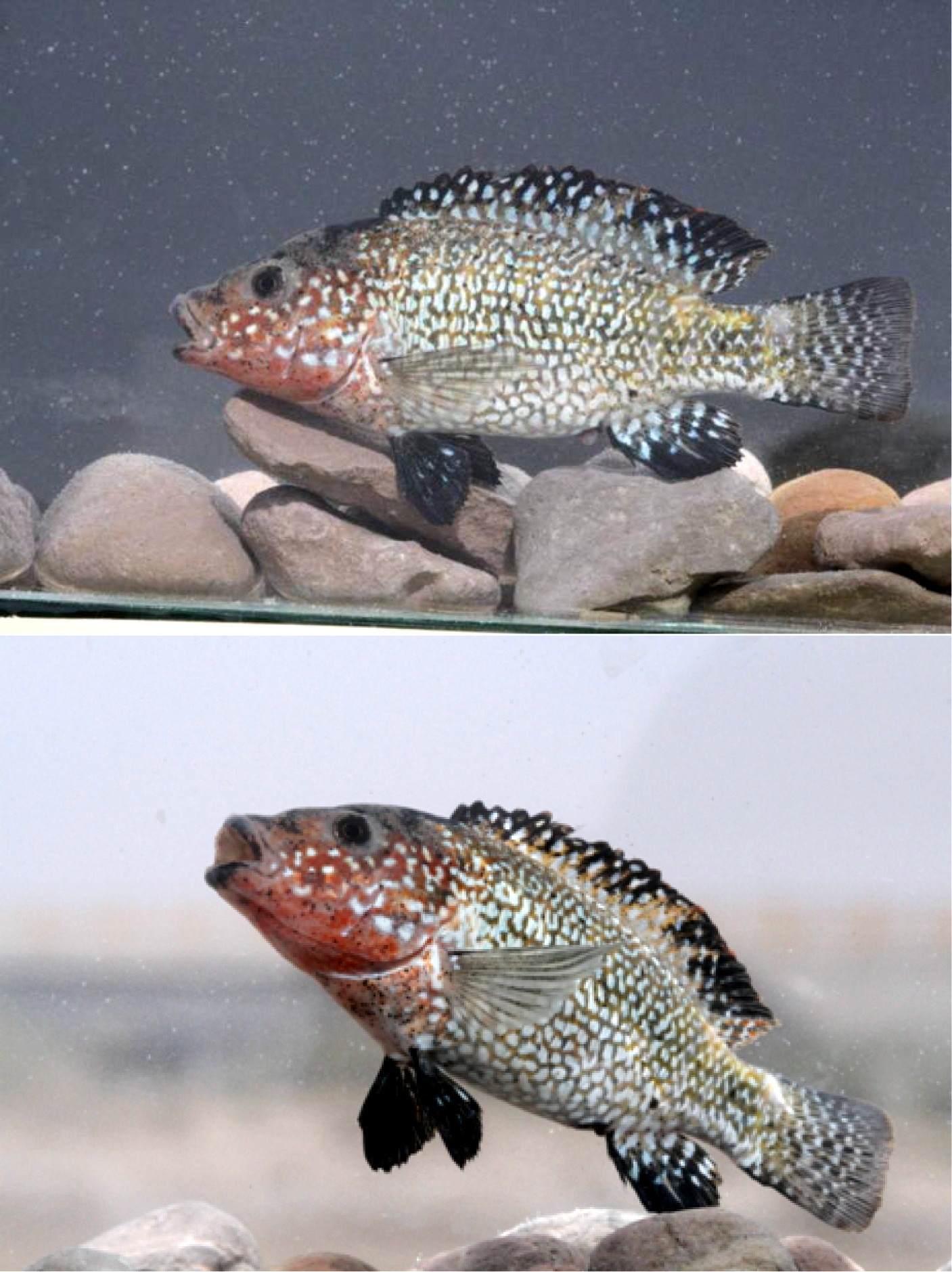
سیچلاید هرمز یا سیچلاید ایرانی با نام علمی Iranocichla hormuzensis

این دسته از سیکلیدها شامل سیکلیدهای جنوب و جنوب شرقی آسیا می‌باشند. البته جالب است بدانید که دو گونه از سیکلیدهای آسیایی به نامهای سیچلاید هرمز و سیچلاید پرشا بومی کشور ایران هستند. همچنین یک گونه نیز به نام سیکلید دهان‌پرور اردنی، بومی کشور اردن می‌باشد. معروف‌ترین سیکلیدهای این دسته عبارتند از: لکه مرواریدی، کرومید سبز، کرومید نارنجی، دامبای خطی، نواریو.

## سیکلیدهای کوتوله

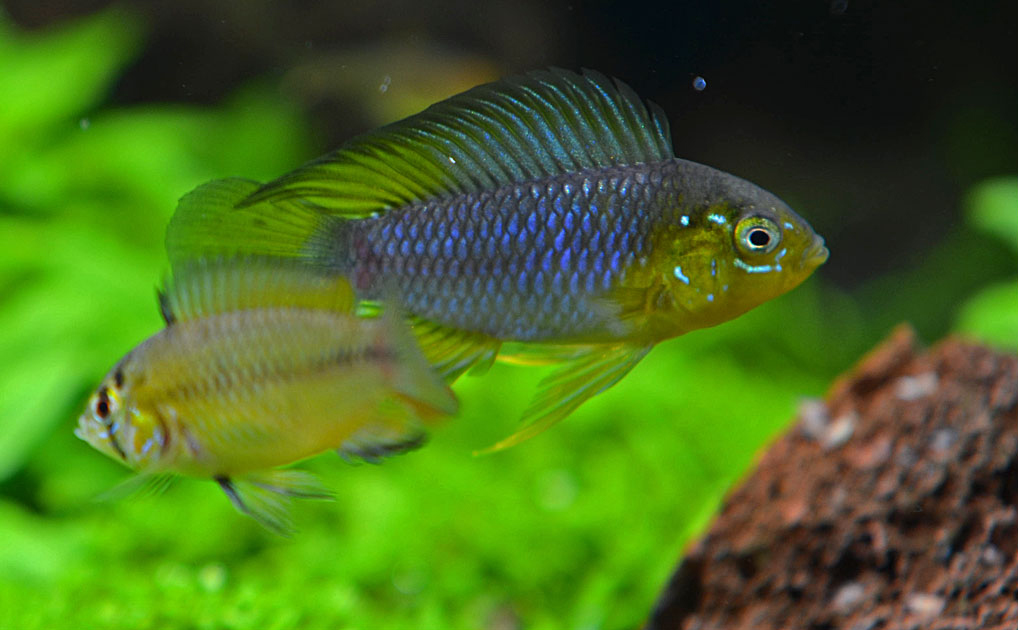
سیکلید دارف زرد بومی رودخانه پاراگوئه و رود پارانا

به‌طور کلی برای نامیدن ماهی‌های کوتوله پیشوند دارف (به انگلیسی Dwarf) به معنای کوتوله افزوده می‌شود. تقریباً تمامی سیچلایدهای کوتوله یا دارف بومی حوزه رود آمازون و رود اورینوکو در آمریکای جنوبی هستند. معروفترین سیکلیدهای کوتوله عبارتند از: آقاسیز، آکارای گورخری، کوکاتوو، نیجسِن، سیکلید کوتوله نواری، دیکروسوس، انواع رامیزری که به اشتباه رامیزی گفته می‌شود، آکارای پرچمی و چتری.

## نگارخانه

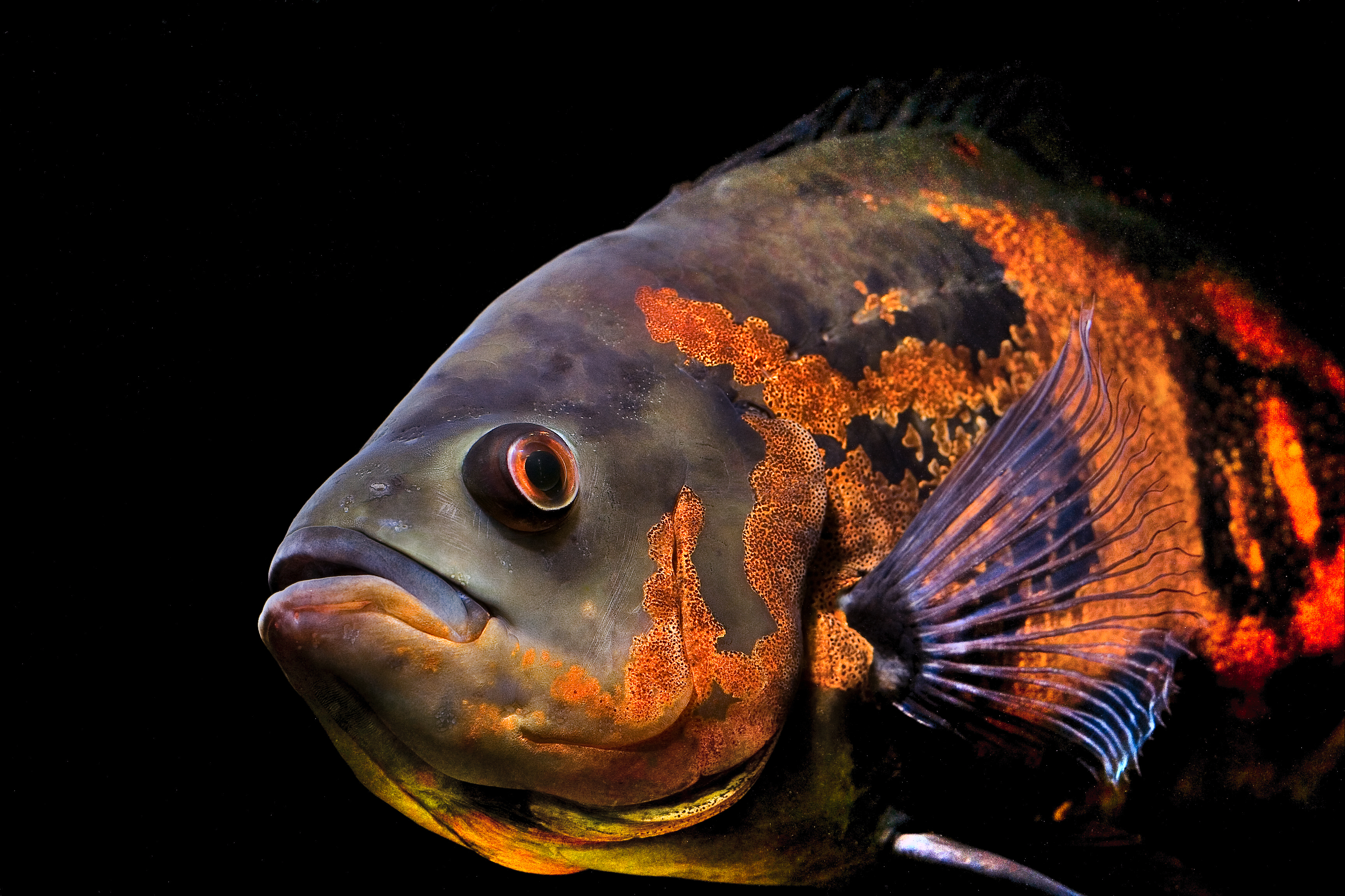
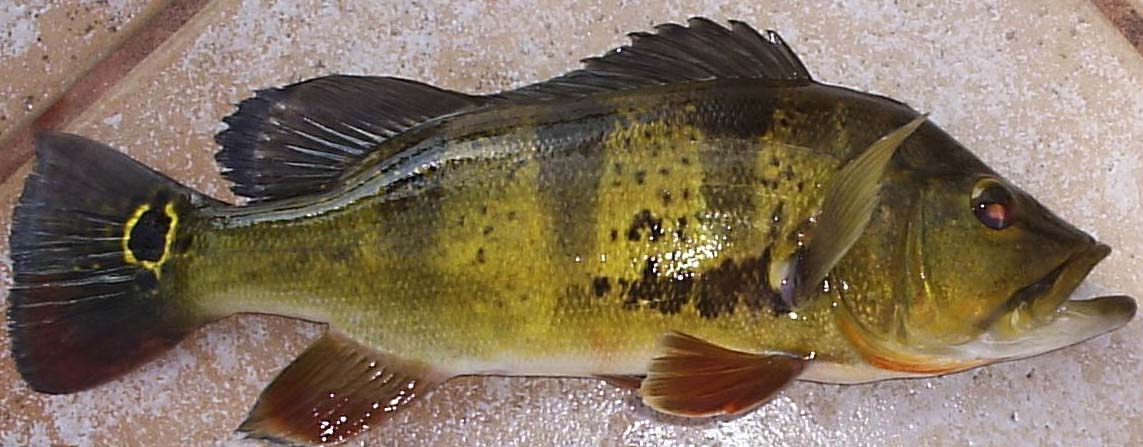
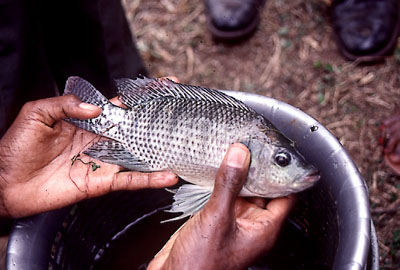
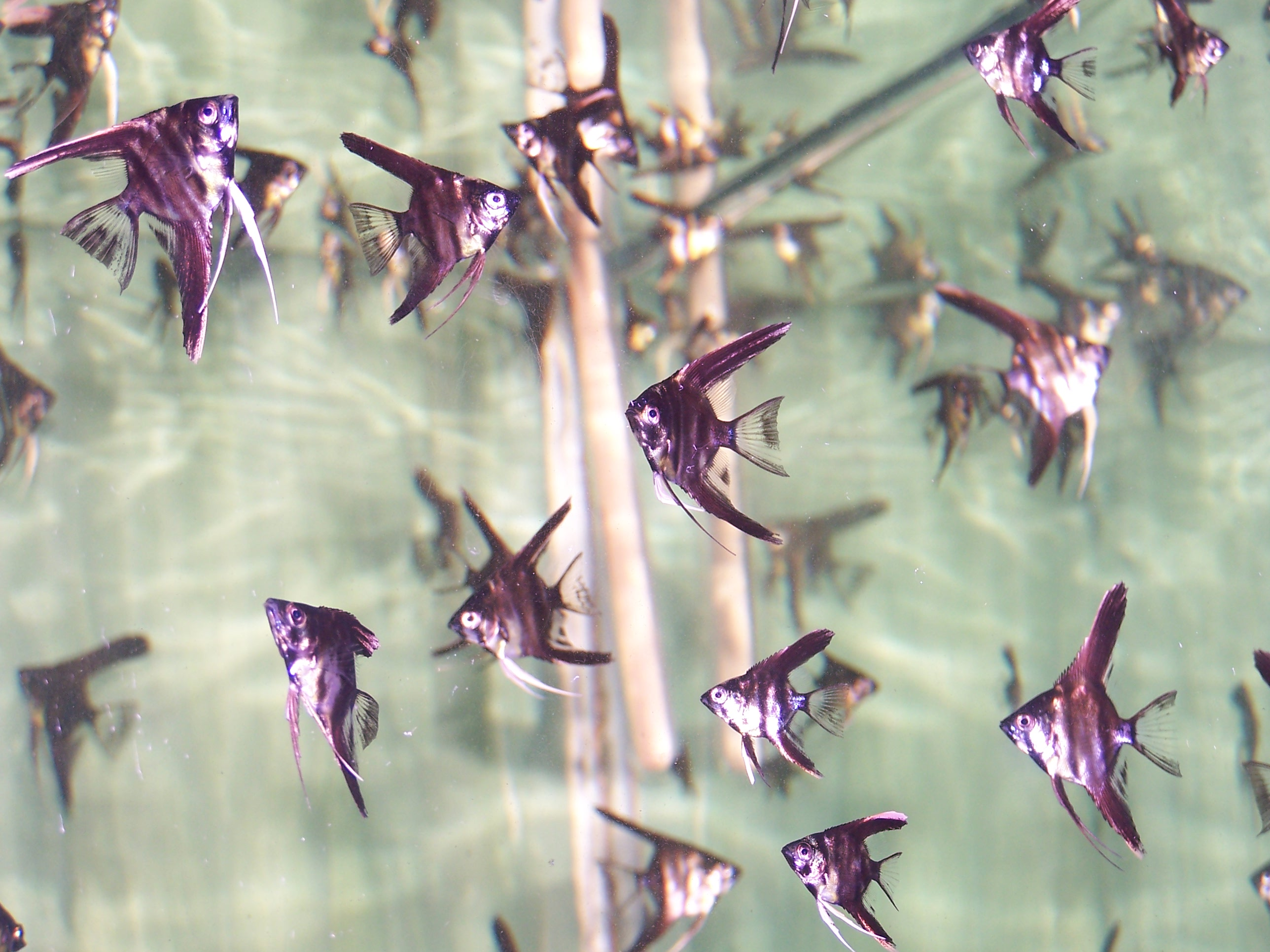
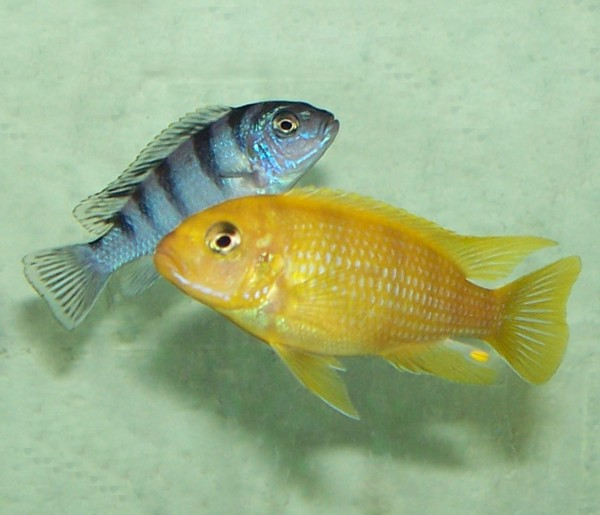
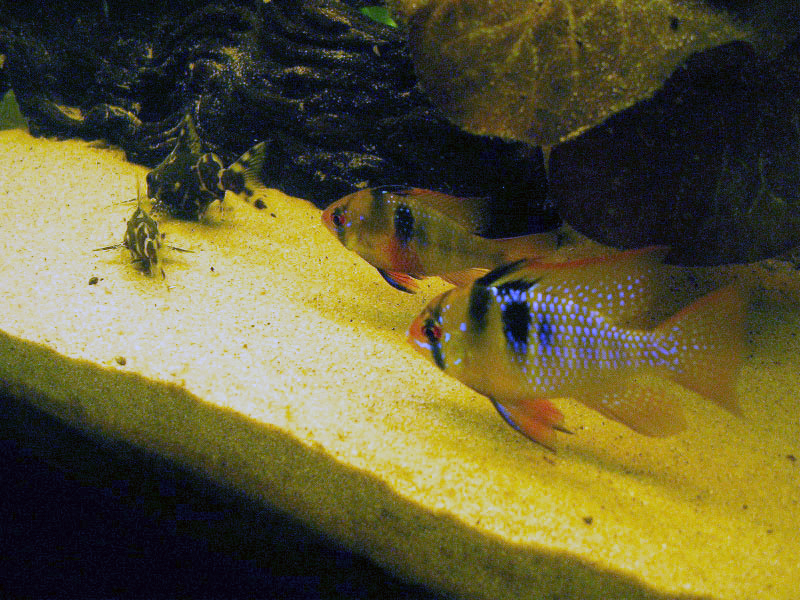
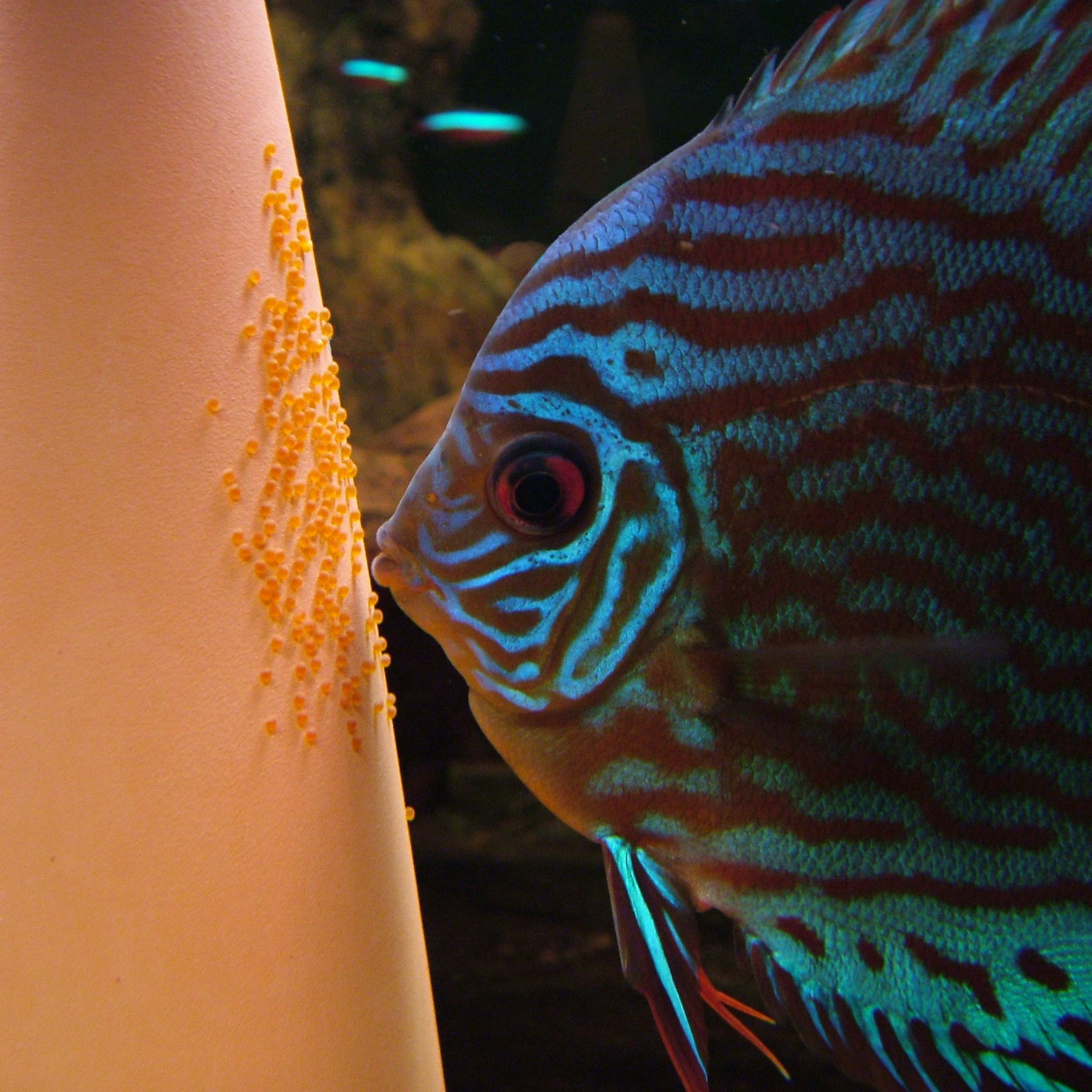
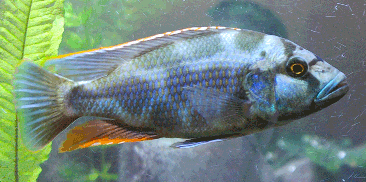
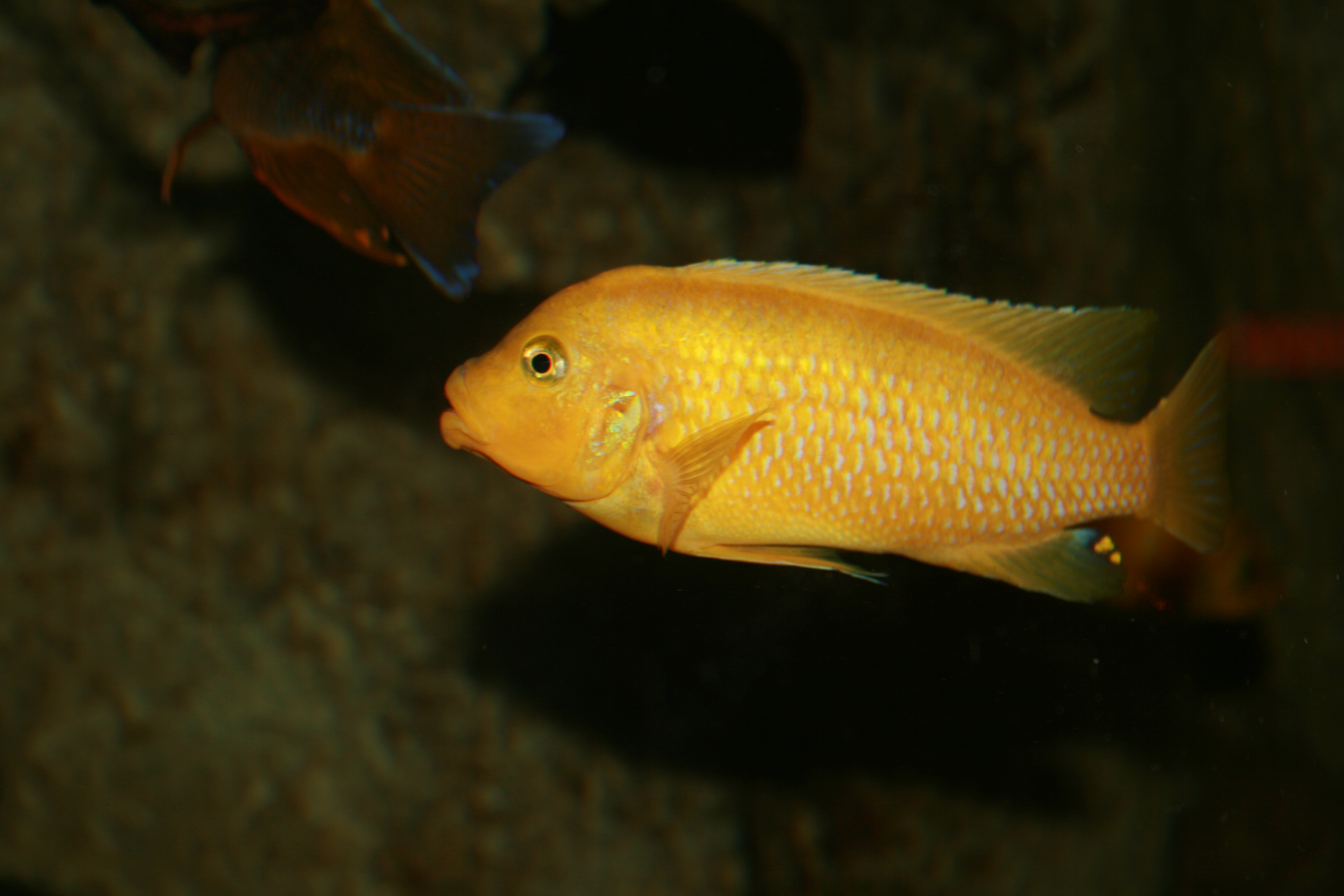
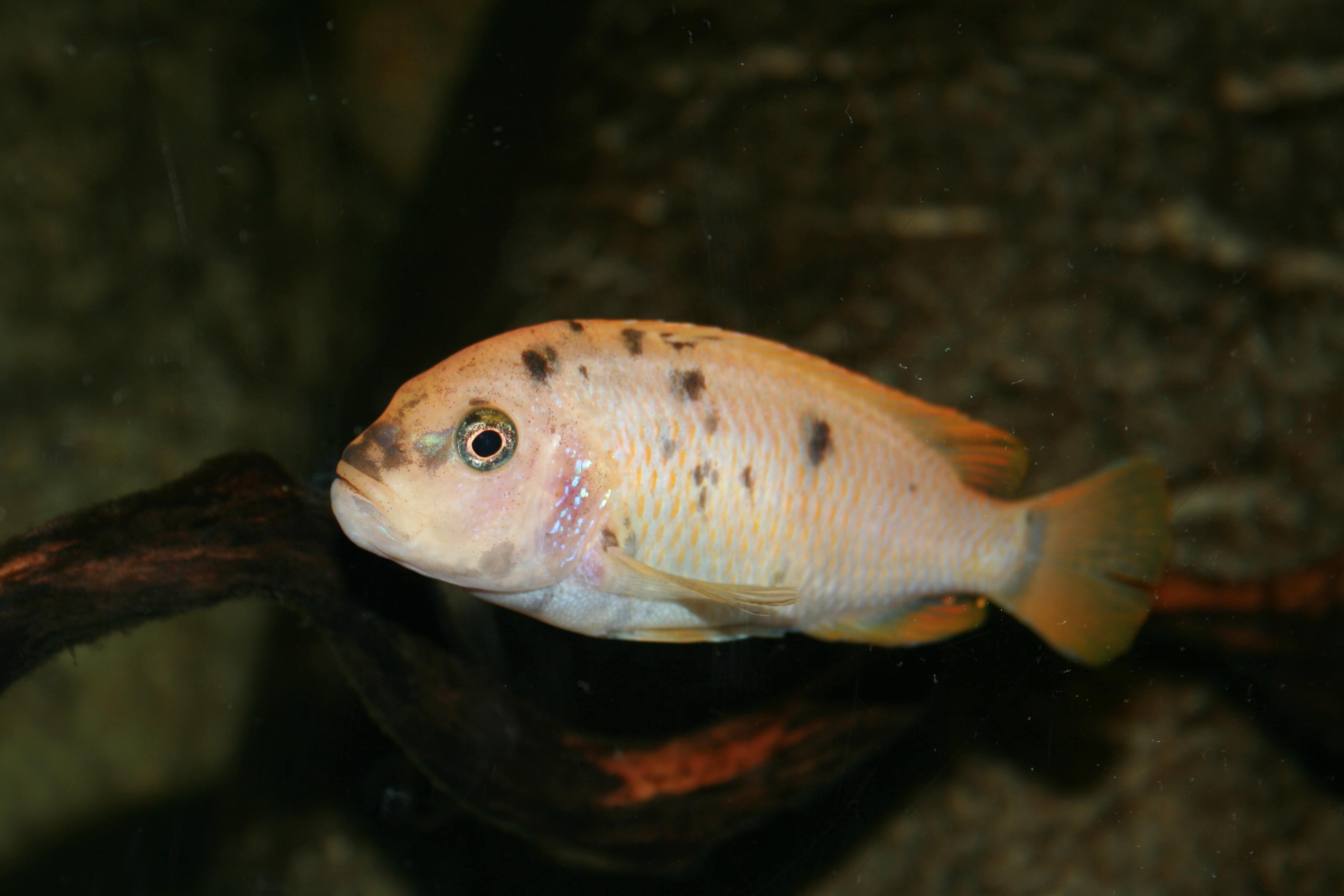
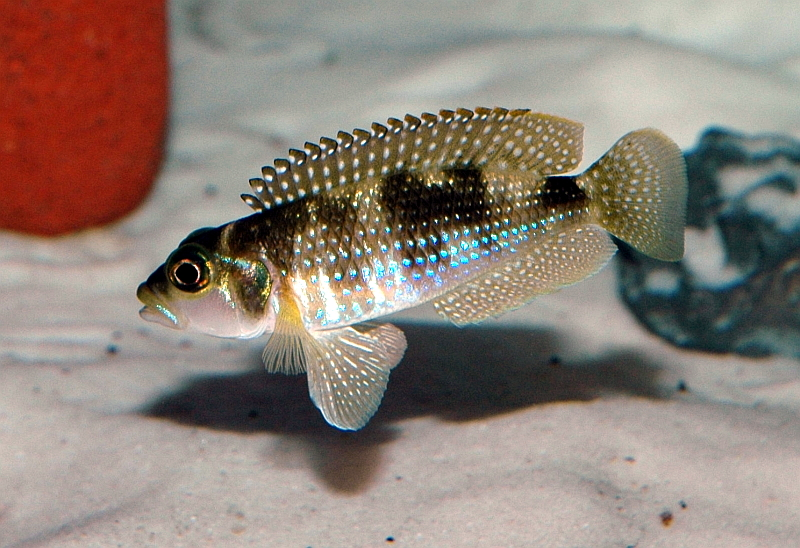
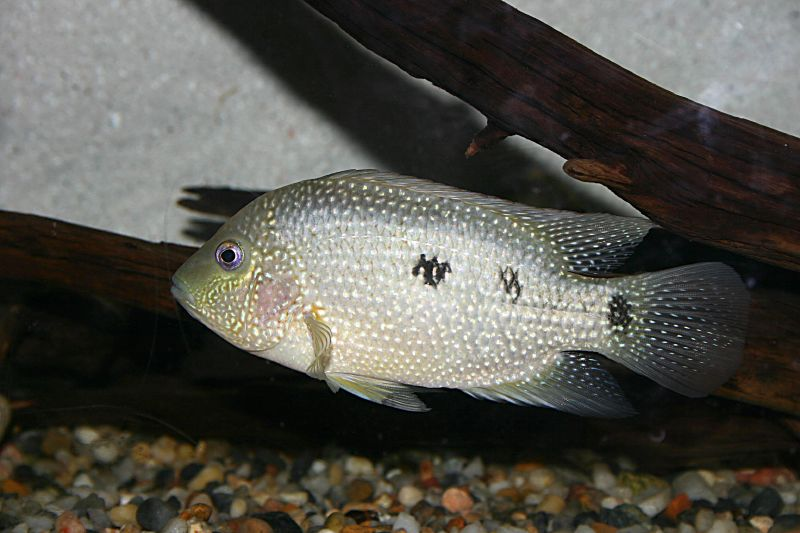
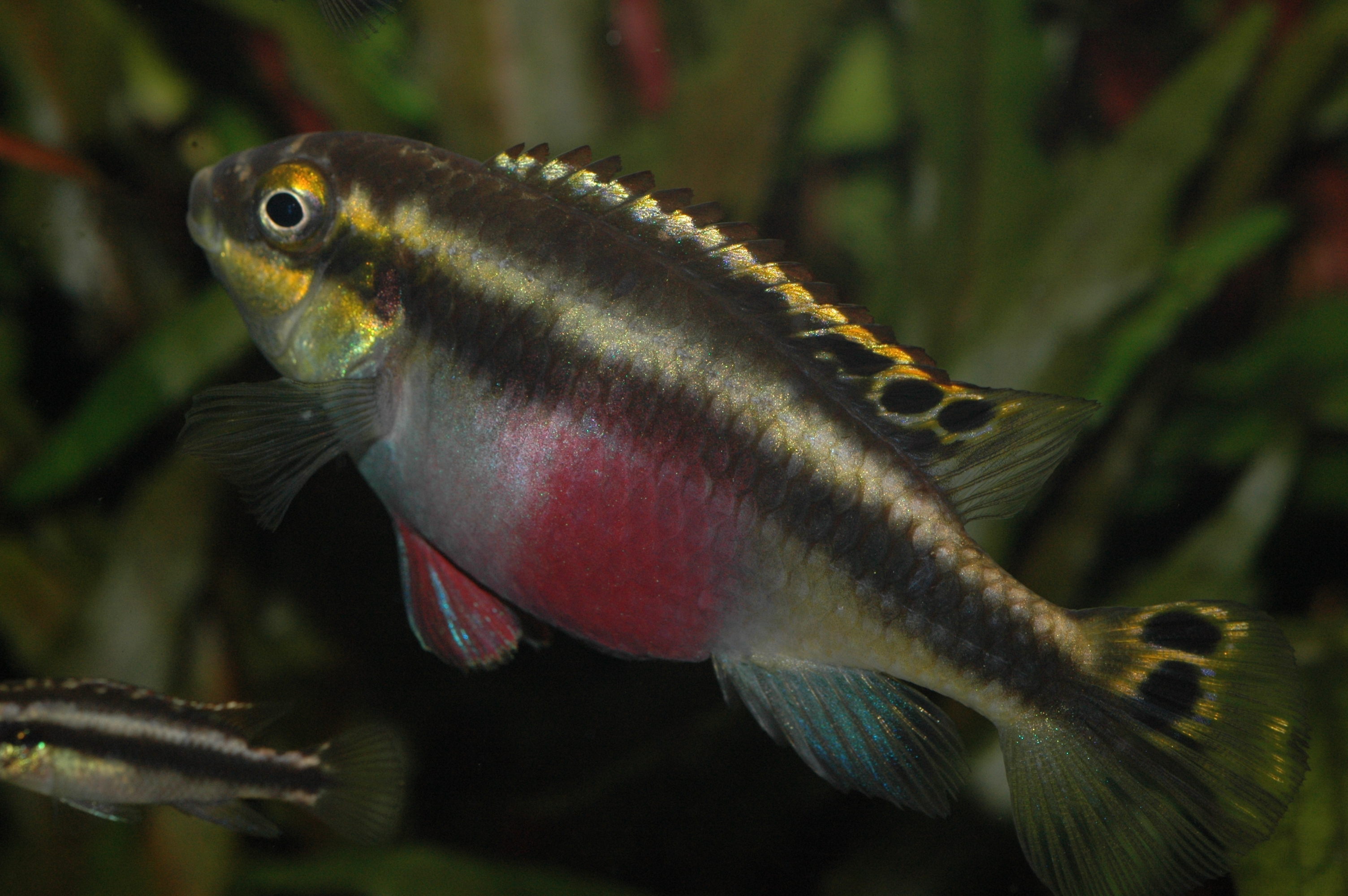
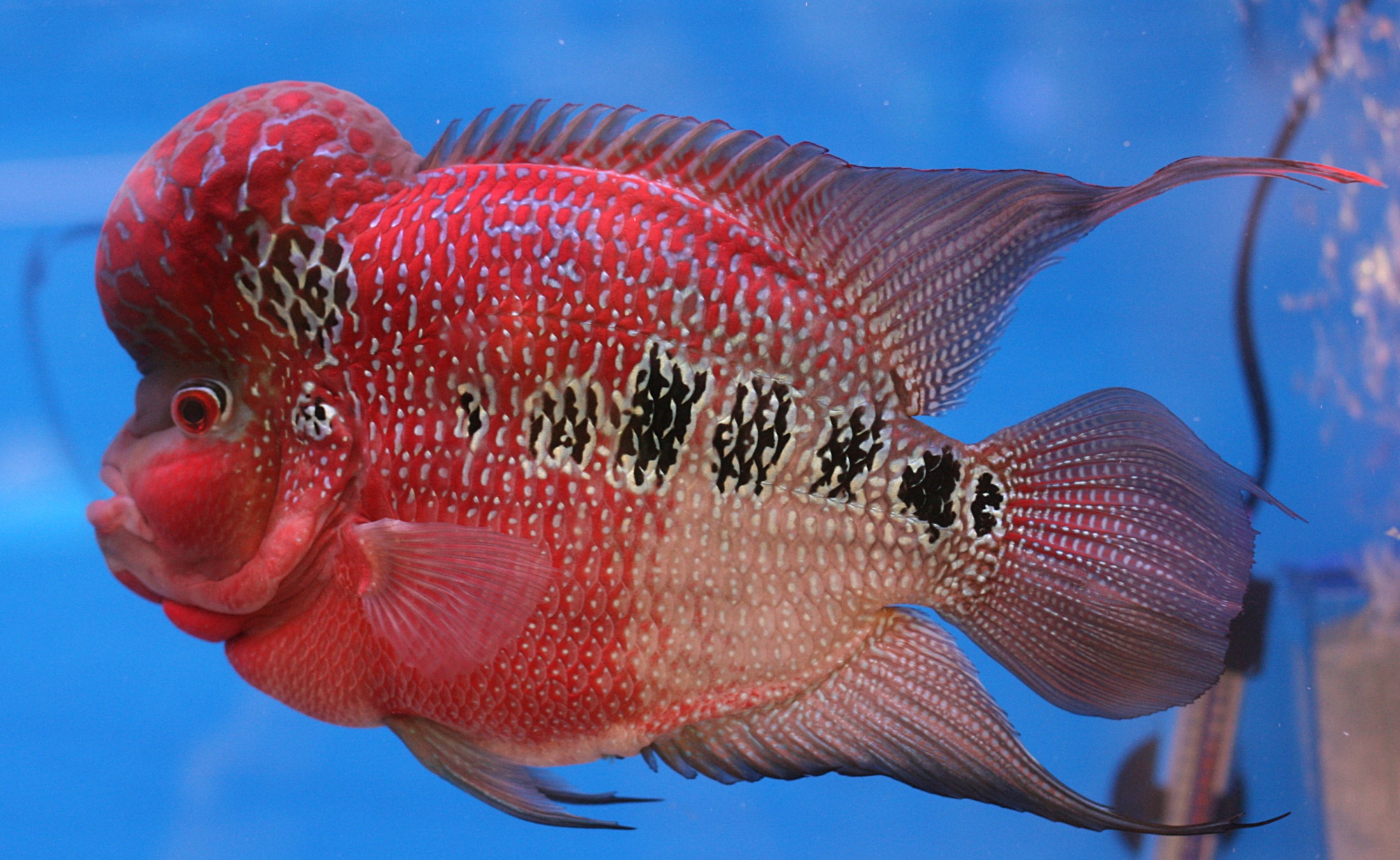
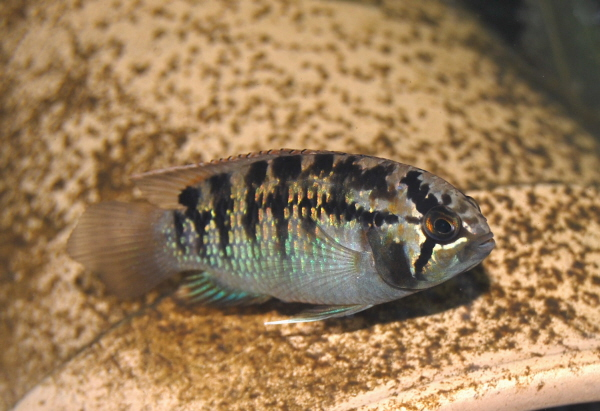
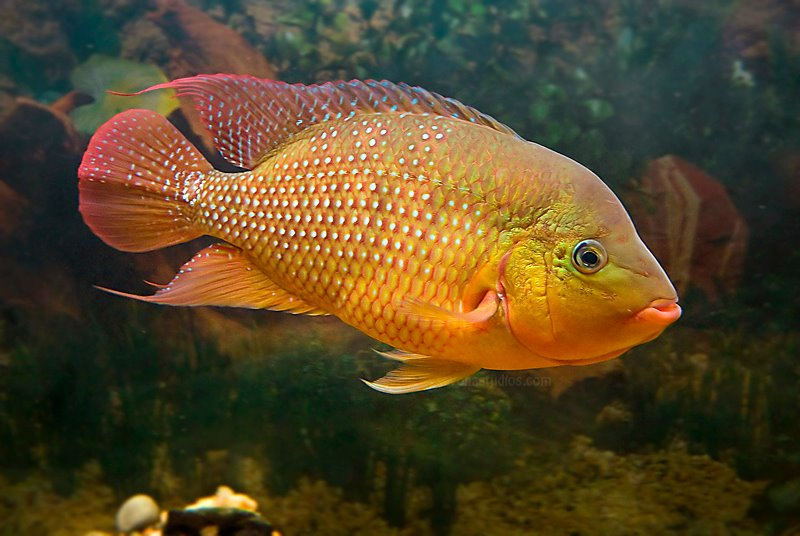
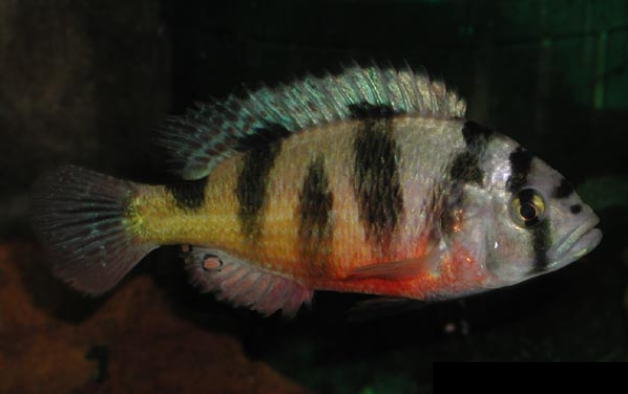
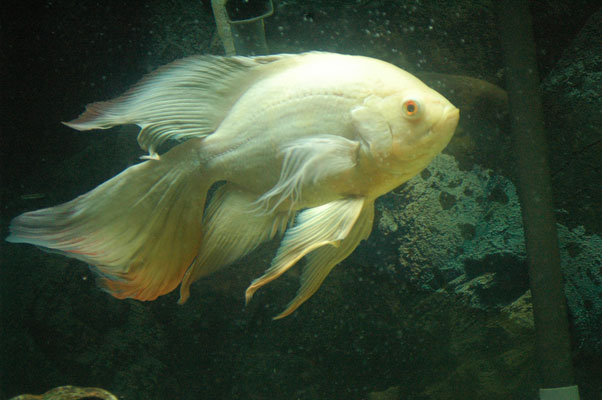
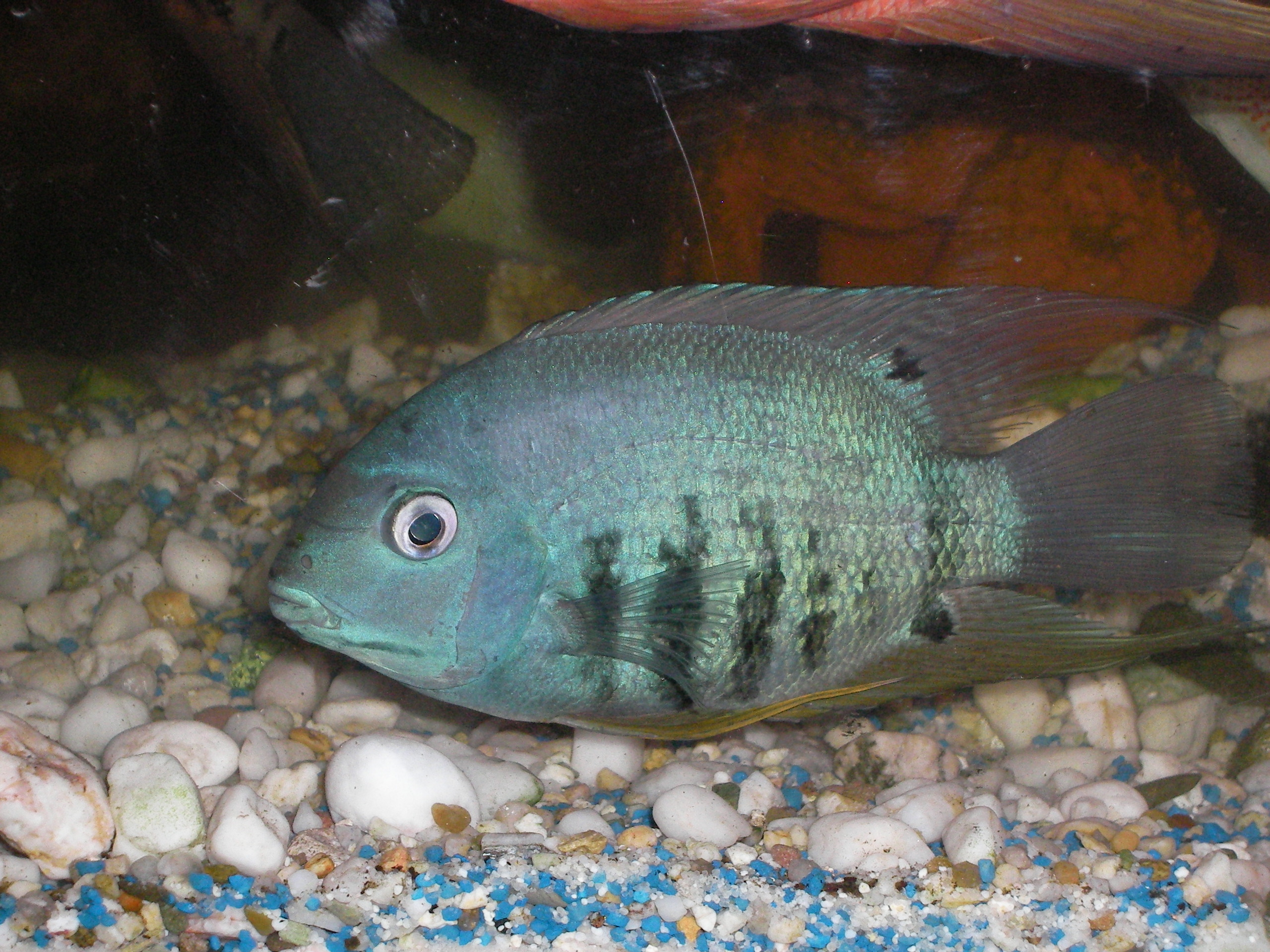
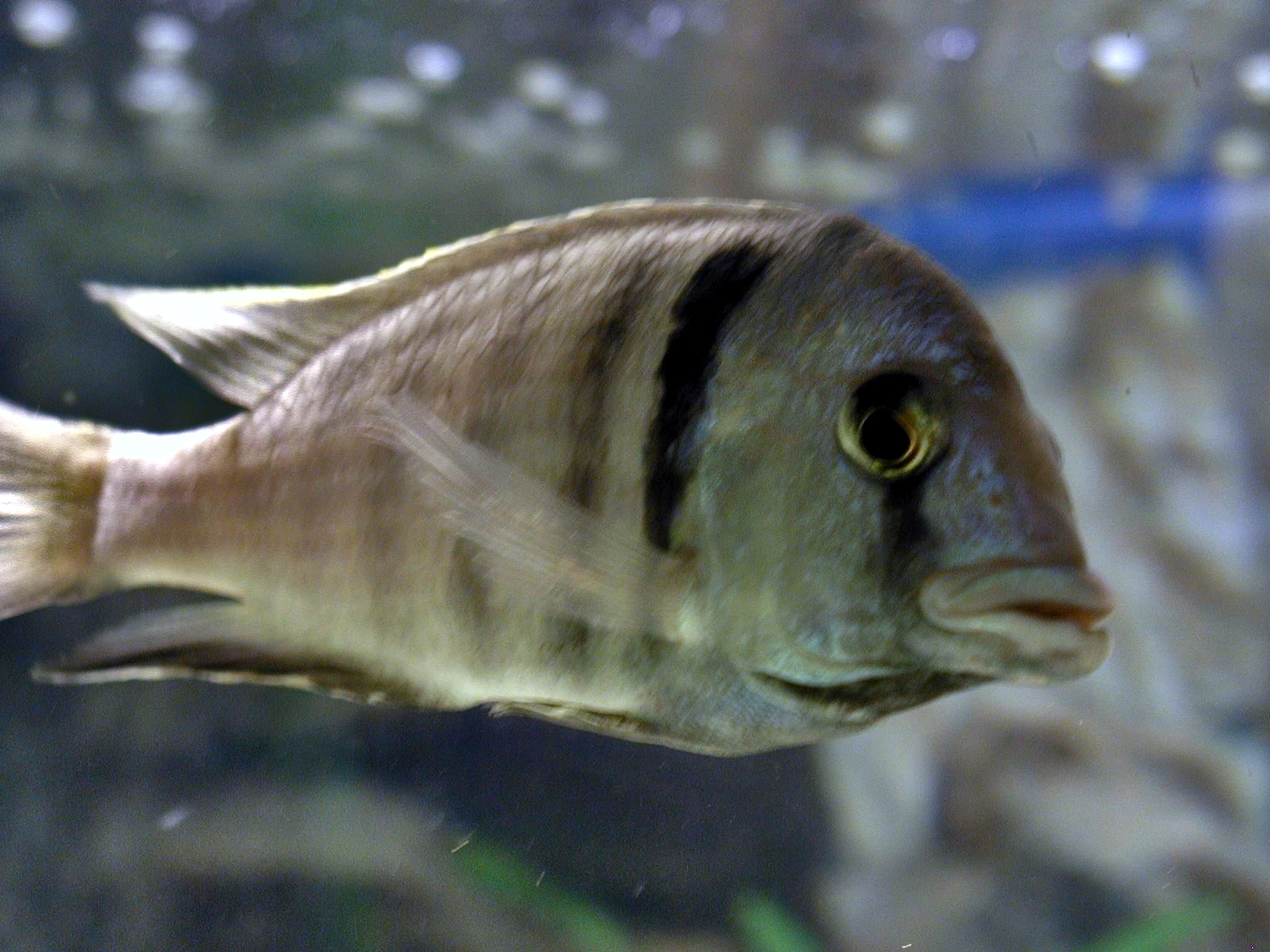
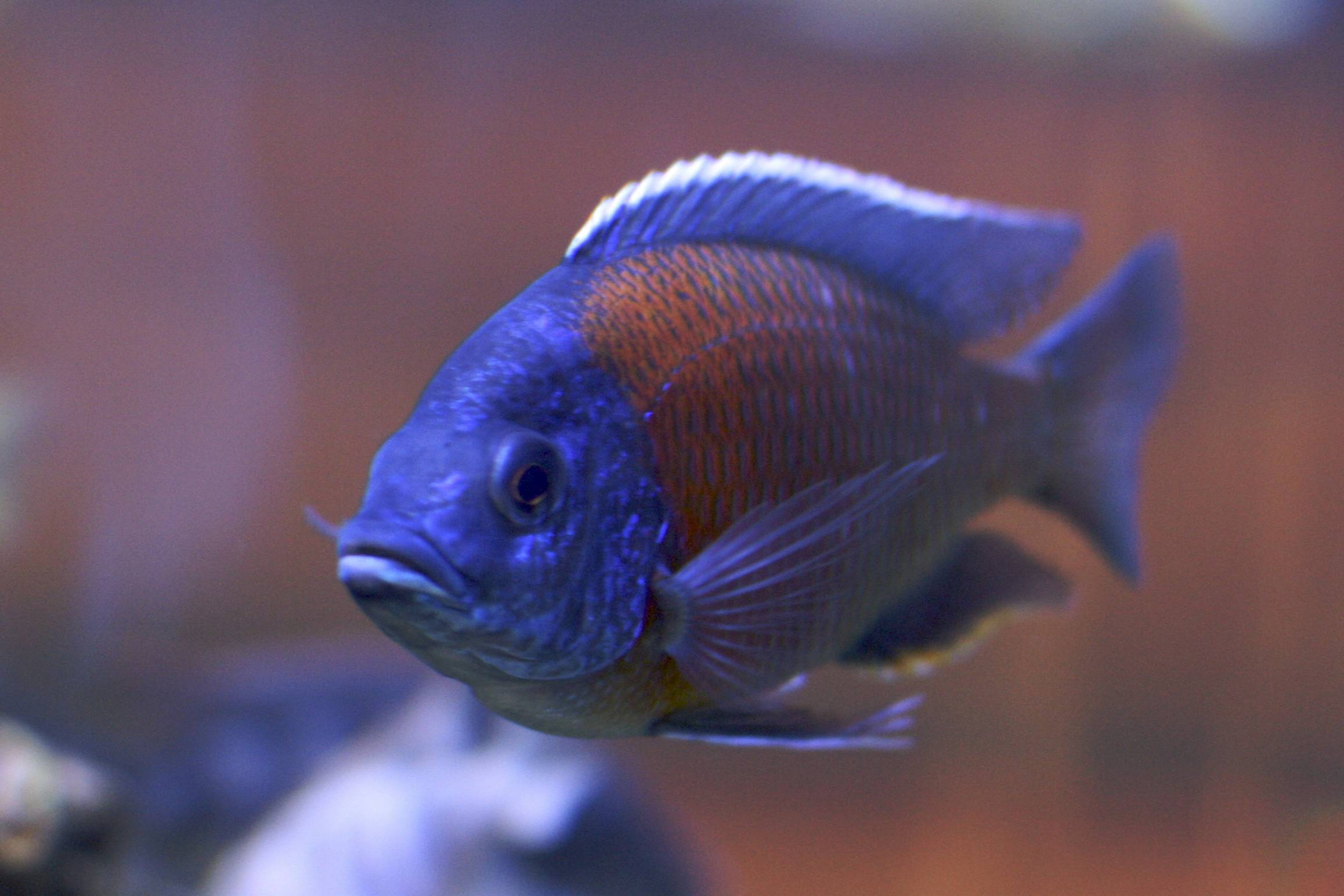